# 巨堤駅
巨堤駅（コジェえき）は、大韓民国釜山広域市蓮堤区巨堤洞にある、韓国鉄道公社（KORAIL）・釜山交通公社の駅。
韓国鉄道公社東海線と釜山交通公社3号線の接続駅となっている。韓国鉄道公社はムグンファ号などの優等列車は停車せず、東海電鉄線の電車のみが停車する。駅番号は韓国鉄道公社がK112、釜山交通公社が306。

## 歴史
韓国鉄道公社
- 1989年8月16日 - 鉄道庁東海南部線の南門口駅として開設。当初は臨時駅で、場所は現在の教大駅に近い巨堤1洞だった。
- 2005年1月1日 - 韓国鉄道公社の駅となる。
- 2011年10月5日 - 休止。
- 2014年11月5日 - 高架線路に移設。
- 2016年
- 12月30日 - 広域電鉄の開業と共に巨堤2洞へ移転、巨堤駅へ改称した上で営業再開[1]。同時に東海線の駅となる[1]。

釜山交通公社
- 2005年11月28日 - 開業。

## 駅構造

### 韓国鉄道公社
相対式ホーム2面2線を有する高架駅。

#### 駅階層
| 地上 2階                       |                                         |                                                                |
| 相対式ホーム、左側のドアが開く |                                         |                                                                |
| 1番線                          | →●東海電鉄線 太和江方面へ（教大駅）→    |                                                                |
| 2番線                          | ←●東海電鉄線 釜田方面へ（巨堤ヘマジ駅） |                                                                |
| 相対式ホーム、左側のドアが開く |                                         |                                                                |
| 地上 1階                       | コンコース                              | 出入口、コンコース、自動券売機、改札口、エスカレーター、トイレ |

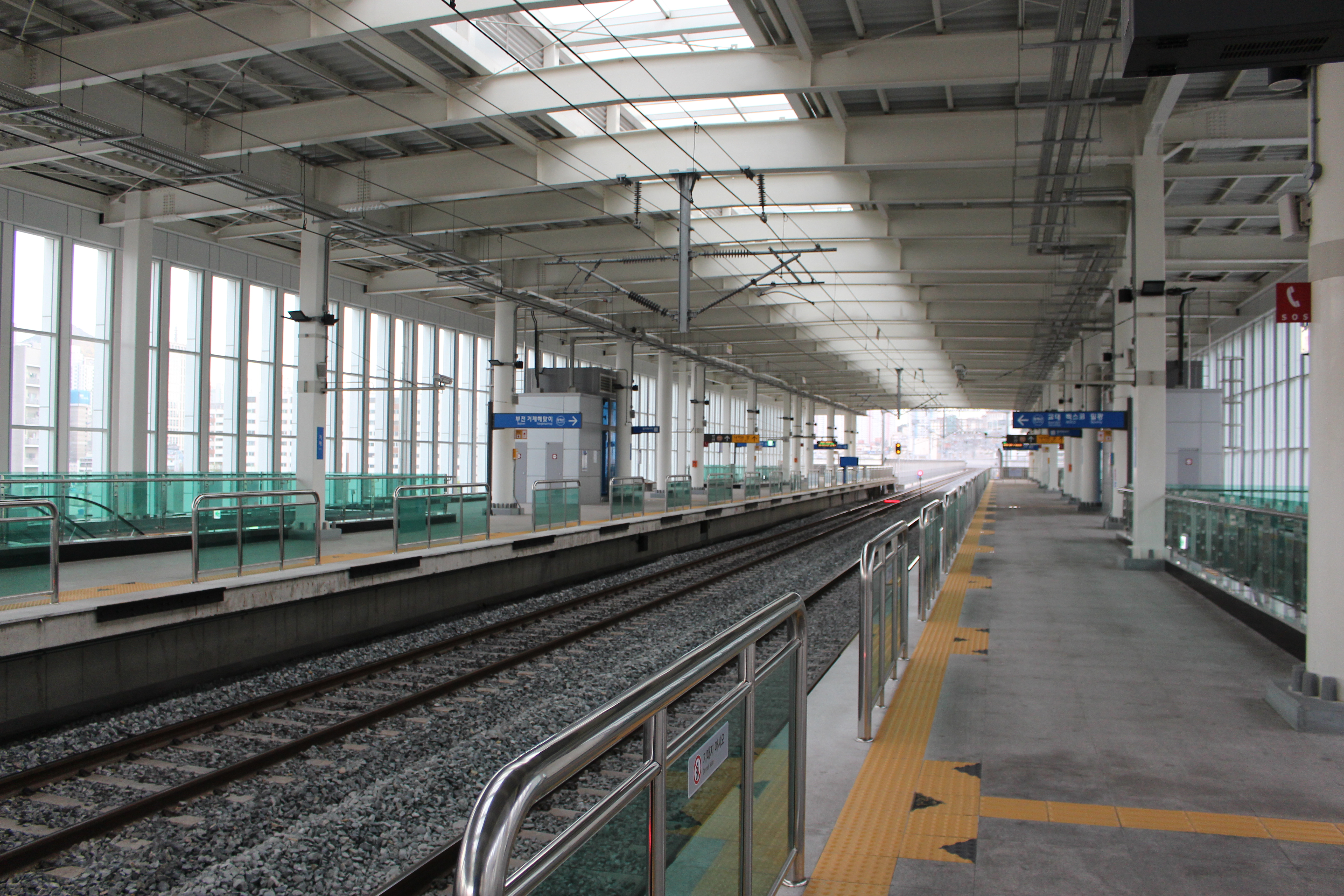
ホーム（2018年4月）
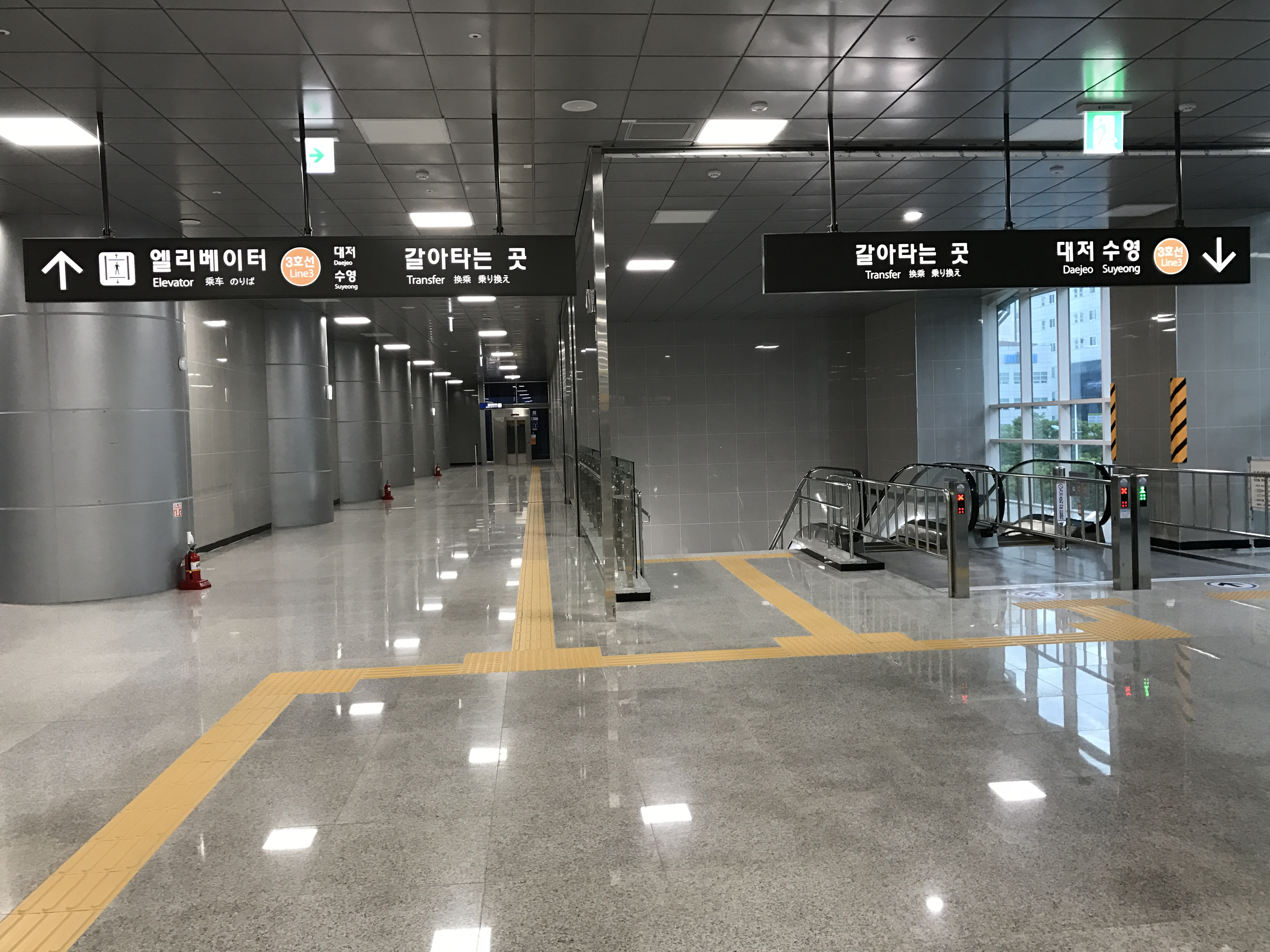
釜山交通公社との乗り換え通路
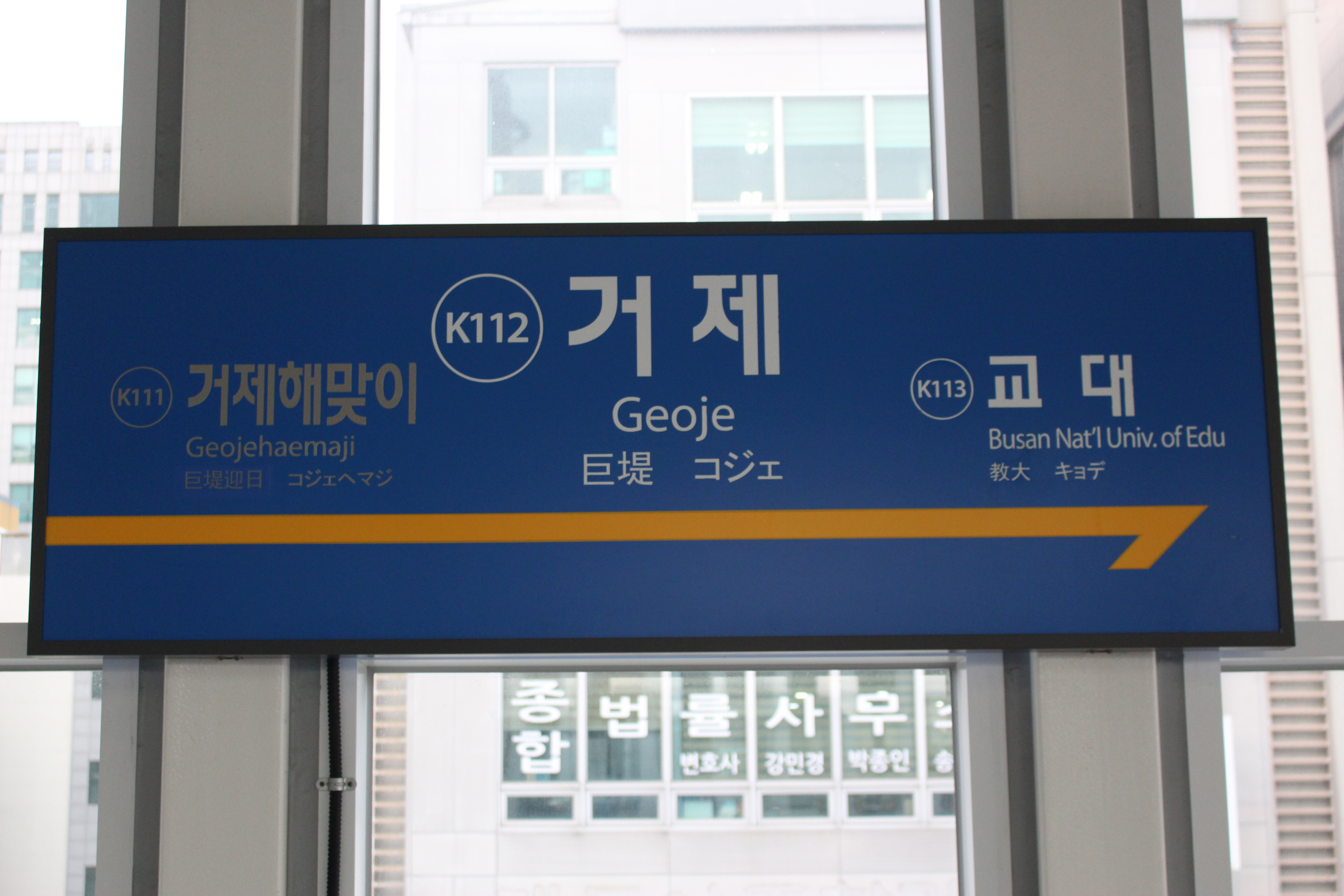
駅名標

### 釜山交通公社
相対式ホーム2面2線を有する地下駅で、フルスクリーン型のホームドアが設置されている。出入口は8箇所に設けられている。

#### のりば
| 上り | 3号線 | 水営方面 |
| 下り | 3号線 | 大渚方面 |

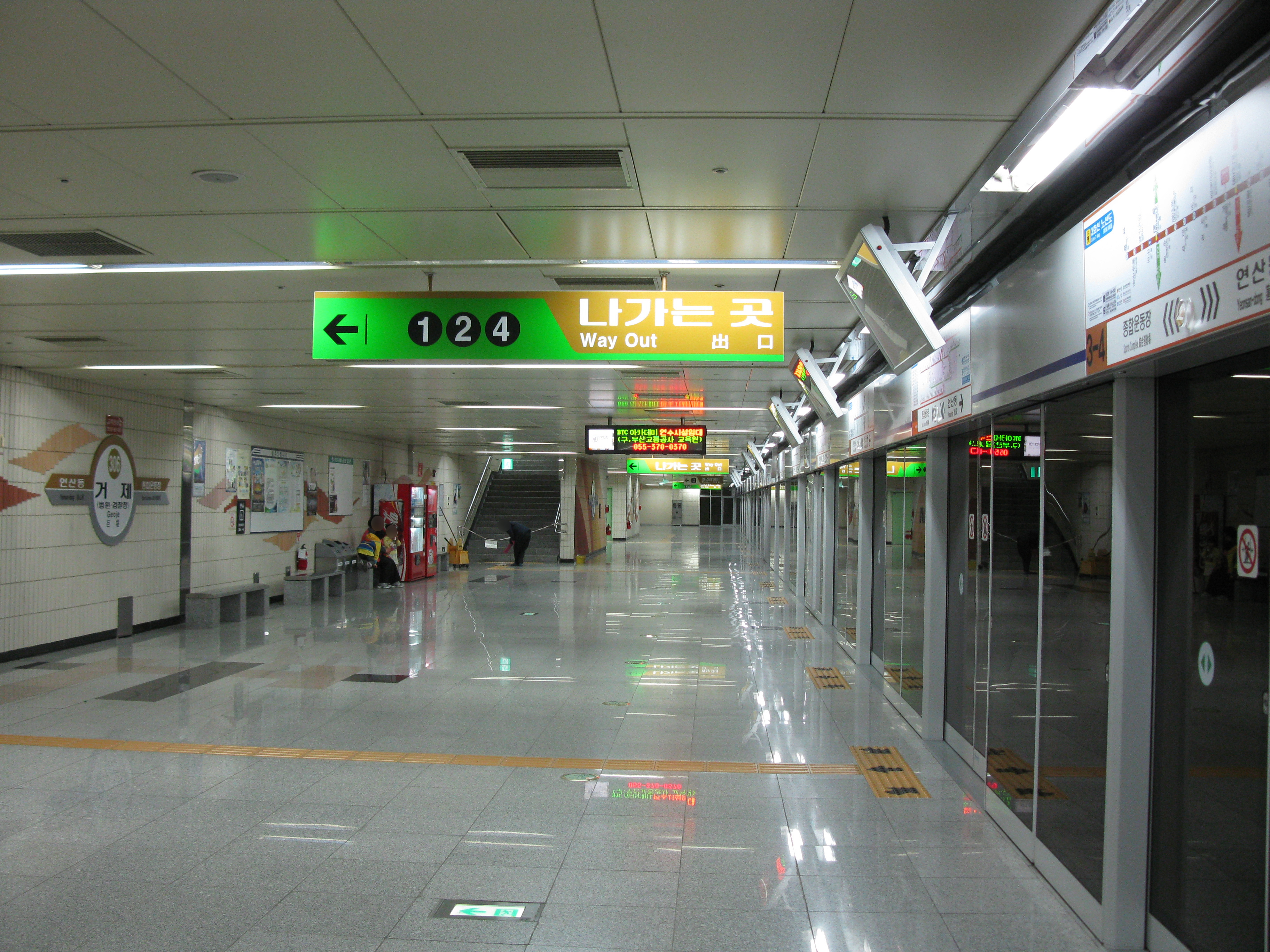
上りホーム（蓮山駅改称前）
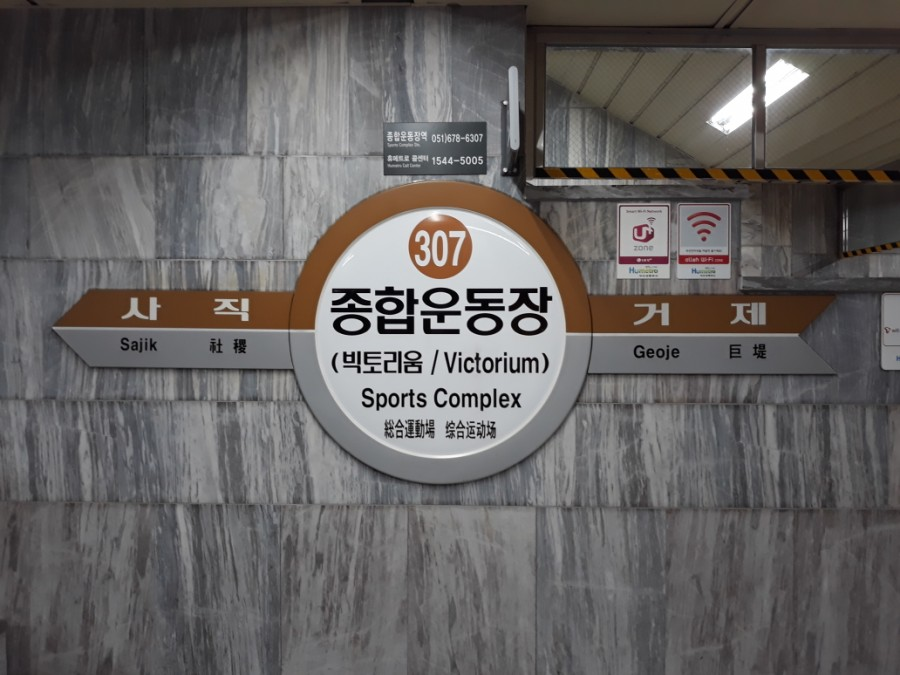
駅名標

## 利用状況
近年の一日平均乗車人員推移は下記の通り。
| 路線        | 路線 | 乗降人員 | 乗降人員 | 乗降人員 | 乗降人員 | 乗降人員 | 乗降人員 | 乗降人員 | 乗降人員 | 乗降人員 | 乗降人員 | 乗降人員 | 乗降人員 | 乗降人員 | 乗降人員 | 注 釈 |
| 路線        | 路線 | 2005年   | 2006年   | 2007年   | 2008年   | 2009年   | 2010年   | 2011年   | 2012年   | 2013年   | 2014年   | 2015年   | 2016年   | 2017年   | 2018年   | 注 釈 |
| ----------- | ---- | -------- | -------- | -------- | -------- | -------- | -------- | -------- | -------- | -------- | -------- | -------- | -------- | -------- | -------- | ----- |
| 3号線       | 乗車 | 2412     | 3031     | 3138     | 3470     | 3831     | 4217     | 4634     | 4665     | 4750     | 4896     |          |          |          |          | [ 2 ] |
| ●東海電鉄線 | 乗車 | 未開通   | 未開通   | 未開通   | 未開通   | 未開通   | 未開通   | 未開通   | 未開通   | 未開通   | 未開通   | 未開通   | 882      | 1,344    | 1,503    |       |
| ●東海電鉄線 | 下車 | 未開通   | 未開通   | 未開通   | 未開通   | 未開通   | 未開通   | 未開通   | 未開通   | 未開通   | 未開通   | 未開通   | 933      | 1,414    | 1,578    |       |

## 駅周辺
- 国立農産物品質管理所
- ロッテ製菓釜山支店
- 釜山高等法院（朝鮮語版）
- 釜山地方法院（朝鮮語版）
- 釜山家庭法院（朝鮮語版）
- 釜山高等検察庁（朝鮮語版）
- 釜山地方検察庁（朝鮮語版）
- 蓮山5洞行政福祉センター
- 巨堤2洞行政福祉センター
- 巨堤教会

## 隣の駅
韓国鉄道公社（KORAIL）
東海線
ムグンファ号
通過
●東海電鉄線
巨堤ヘマジ駅 (K111) - 巨堤駅 (K112) - 教大駅 (K113)
釜山交通公社
 3号線
蓮山駅 (305) - 巨堤駅 (306) - 総合運動場駅 (307)